# Collegio elettorale di Codroipo (Camera dei deputati)
Il collegio di Codroipo fu un collegio elettorale uninominale della Repubblica Italiana per l'elezione della Camera dei deputati. Apparteneva alla circoscrizione Friuli-Venezia Giulia e fu utilizzato per eleggere un deputato nella XII, XIII e XIV legislatura.
Venne istituito nel 1993 con la cosiddetta Legge Mattarella (Legge n. 277, Nuove norme per l'elezione della Camera dei deputati), attuata in seguito al referendum abrogativo del 1993. La legge istituì per la Camera dei deputati e per il Senato della Repubblica un sistema di elezione misto, in parte maggioritario e in parte proporzionale. Il 75% dei parlamentari dell'assemblea veniva eletto in collegi uninominali tramite sistema maggioritario a turno unico; il restante 25% alla Camera veniva eletto tramite sistema proporzionale con liste bloccate.
Il collegio venne abolito insieme a tutti gli altri che costituivano la Camera con la promulgazione della legge elettorale successiva, la cosiddetta Legge Calderoli. Questa prevedeva un sistema proporzionale con premio di maggioranza, che alla Camera veniva attribuito a livello nazionale.

## Territorio
Il collegio di Codroipo era uno dei 10 collegi uninominali in cui era suddiviso il Friuli-Venezia Giulia e, come previsto dal D.Lgs. del 20 dicembre 1993 n. 536, era interamente compreso nella provincia di Udine e comprendeva i seguenti comuni: Basiliano, Buttrio, Camino al Tagliamento, Campoformido, Castions di Strada, Codroipo, Corno di Rosazzo, Lestizza, Manzano, Martignacco, Mereto di Tomba, Mortegliano, Pasian di Prato, Pavia di Udine, Pozzuolo del Friuli, Pradamano, Premariacco, San Giovanni al Natisone, Sedegliano, Talmassons e Varmo.

## Eletti
| Elezione | Elezione | Deputato              | Partito                  |
| -------- | -------- | --------------------- | ------------------------ |
|          | 1994     | Paolo Sandro Molinaro | Polo delle Libertà (FI)  |
|          | 1996     | Daniele Franz         | Polo per le Libertà (AN) |
|          | 2001     | Ferruccio Saro        | Casa delle Libertà (FI)  |

## Dati elettorali

### XII legislatura

#### Risultati proporzionale
| Coalizioni        | Coalizioni                   | Liste                        | Liste                              | Voti   | %     |
| ----------------- | ---------------------------- | ---------------------------- | ---------------------------------- | ------ | ----- |
|                   | Polo delle Libertà           |                              | Forza Italia                       | 18.798 | 23,21 |
|                   | Polo delle Libertà           | Lega Nord                    | 17.046                             | 21,05  |       |
| Totale coalizione | Totale coalizione            | 35.844                       | 44,26                              |        |       |
|                   | Patto per l'Italia           |                              | Partito Popolare Italiano          | 16.110 | 19,89 |
|                   | Progressisti                 |                              | Partito Democratico della Sinistra | 6.909  | 8,53  |
|                   | Progressisti                 | Federazione dei Verdi        | 3.013                              | 3,72   |       |
|                   | Progressisti                 | Rifondazione Comunista       | 2.912                              | 3,60   |       |
|                   | Progressisti                 | Partito Socialista Italiano  | 1.648                              | 2,03   |       |
| Totale coalizione | Totale coalizione            | 14.482                       | 17,88                              |        |       |
|                   | Alleanza Nazionale           | Alleanza Nazionale           | Alleanza Nazionale                 | 10.187 | 13,36 |
|                   | Lista Pannella               | Lista Pannella               | Lista Pannella                     | 3.221  | 3,98  |
|                   | Partito della Legge Naturale | Partito della Legge Naturale | Partito della Legge Naturale       | 511    | 0,63  |
| Totale            | Totale                       | Totale                       | Totale                             | 80.985 |       |

#### Risultati uninominale
|                               | Paolo Sandro Molinaro ✔️ Eletto | Polo delle Libertà (FI - LN - CCD - UDC) | 39 371 | 49,19 |  |  |  |  |  |
|                               | Pietro Pittaro                  | Patto per l'Italia                       | 17 119 | 21,39 |  |  |  |  |  |
|                               | Federico Rossi                  | Progressisti                             | 14 298 | 17,86 |  |  |  |  |  |
|                               | Marzio Giau                     | Alleanza Nazionale                       | 9 251  | 11,56 |  |  |  |  |  |
| Totale                        | Totale                          | Totale                                   | 80 039 | 100   |  |  |  |  |  |
|                               |                                 |                                          |        |       |  |  |  |  |  |
| Fonte: Ministero dell'interno |                                 |                                          |        |       |  |  |  |  |  |

### XIII legislatura

#### Risultati proporzionale
| Coalizioni        | Coalizioni                         | Liste                                     | Liste                              | Voti   | %     |
| ----------------- | ---------------------------------- | ----------------------------------------- | ---------------------------------- | ------ | ----- |
|                   | Polo per le Libertà                |                                           | Forza Italia                       | 15.500 | 19,76 |
|                   | Polo per le Libertà                | Alleanza Nazionale                        | 11.472                             | 14,62  |       |
|                   | Polo per le Libertà                | CCD-CDU                                   | 5.760                              | 7,34   |       |
| Totale coalizione | Totale coalizione                  | 32.732                                    | 41,72                              |        |       |
|                   | Lega Nord                          | Lega Nord                                 | Lega Nord                          | 24.887 | 31,72 |
|                   | L'Ulivo                            |                                           | Partito Democratico della Sinistra | 7.637  | 9,73  |
|                   | L'Ulivo                            | Popolari per Prodi (PPI-SVP-PRI-UD-Prodi) | 6.549                              | 8,35   |       |
|                   | L'Ulivo                            | Federazione dei Verdi                     | 2.312                              | 2,95   |       |
| Totale coalizione | Totale coalizione                  | 16.498                                    | 21,03                              |        |       |
|                   | Progressisti                       |                                           | Rifondazione Comunista             | 3.304  | 4,21  |
|                   | Movimento Sociale Fiamma Tricolore | Movimento Sociale Fiamma Tricolore        | Movimento Sociale Fiamma Tricolore | 712    | 0,91  |
|                   | Nord Libero Autonomia              | Nord Libero Autonomia                     | Nord Libero Autonomia              | 328    | 0,42  |
| Totale            | Totale                             | Totale                                    | Totale                             | 78.461 |       |

#### Risultati uninominale
|                               | Daniele Franz ✔️ Eletto | Polo per le Libertà | 29 186 | 37,34 |  |  |  |  |  |
|                               | Pietro Fontanini        | Lega Nord           | 27 311 | 34,95 |  |  |  |  |  |
|                               | Maurizio Ionico         | L'Ulivo             | 21 656 | 27,71 |  |  |  |  |  |
| Totale                        | Totale                  | Totale              | 78 153 | 100   |  |  |  |  |  |
|                               |                         |                     |        |       |  |  |  |  |  |
| Fonte: Ministero dell'interno |                         |                     |        |       |  |  |  |  |  |

### XIV legislatura

#### Risultati proporzionale
| Coalizioni        | Coalizioni                 | Liste                      | Liste                                 | Voti   | %     |
| ----------------- | -------------------------- | -------------------------- | ------------------------------------- | ------ | ----- |
|                   | Casa delle Libertà         |                            | Forza Italia                          | 20.893 | 27,84 |
|                   | Casa delle Libertà         | Alleanza Nazionale         | 11.117                                | 14,81  |       |
|                   | Casa delle Libertà         | Lega Nord                  | 8.974                                 | 11,96  |       |
|                   | Casa delle Libertà         | CCD-CDU                    | 2.903                                 | 3,87   |       |
| Totale coalizione | Totale coalizione          | 43.887                     | 58,48                                 |        |       |
|                   | L'Ulivo                    |                            | La Margherita (Dem - PPI - RI- UDEUR) | 12.929 | 17,23 |
|                   | L'Ulivo                    | Democratici di Sinistra    | 5.384                                 | 7,17   |       |
|                   | L'Ulivo                    | Il Girasole (FdV - SDI)    | 1.289                                 | 1,72   |       |
|                   | L'Ulivo                    | Comunisti Italiani         | 1.044                                 | 1,39   |       |
| Totale coalizione | Totale coalizione          | 20.646                     | 27,51                                 |        |       |
|                   | Lista Di Pietro            | Lista Di Pietro            | Lista Di Pietro                       | 3.928  | 5,23  |
|                   | Rifondazione Comunista     | Rifondazione Comunista     | Rifondazione Comunista                | 2.357  | 3,14  |
|                   | Lista Pannella - Bonino    | Lista Pannella - Bonino    | Lista Pannella - Bonino               | 2.353  | 3,14  |
|                   | Democrazia Europea         | Democrazia Europea         | Democrazia Europea                    | 1.685  | 2,25  |
|                   | Abolizione scorporo        | Abolizione scorporo        | Abolizione scorporo                   | 97     | 0,13  |
|                   | Terzo Polo per l'Autonomia | Terzo Polo per l'Autonomia | Terzo Polo per l'Autonomia            | 97     | 0,13  |
| Totale            | Totale                     | Totale                     | Totale                                | 75.050 |       |

#### Risultati uninominale
|                               | Giuseppe Saro ✔️ Eletto | Casa delle Libertà | 38 693 | 52,42 |  |  |  |  |  |
|                               | Giancarlo Tonutti       | L'Ulivo            | 27 940 | 37,85 |  |  |  |  |  |
|                               | Roberta Sartor          | Lista Di Pietro    | 7 184  | 9,73  |  |  |  |  |  |
| Totale                        | Totale                  | Totale             | 73 817 | 100   |  |  |  |  |  |
|                               |                         |                    |        |       |  |  |  |  |  |
| Fonte: Ministero dell'interno |                         |                    |        |       |  |  |  |  |  |